# Вежбе (Лодзинське воєводство)
Вежбе (пол. Wierzbie) — село в Польщі, у гміні Кутно Кутновського повіту Лодзинського воєводства.
Населення — 257 осіб (2011).
У 1975—1998 роках село належало до Плоцького воєводства.

## Демографія
Демографічна структура станом на 31 березня 2011 року:
|          | Загалом | Допрацездатний вік | Працездатний вік | Постпрацездатний вік |
| -------- | ------- | ------------------ | ---------------- | -------------------- |
| Чоловіки | 133     | 31                 | 84               | 18                   |
| Жінки    | 124     | 19                 | 72               | 33                   |
| Разом    | 257     | 50                 | 156              | 51                   |